# Mallinella redimita
Mallinella redimita (лат.) — вид пауков-муравьедов рода Mallinella (Zodariidae). Встречаются в Индии и на острове Шри-Ланка (Южная Азия).

## Описание
Пауки мелких размеров (около 5 мм) желтовато-коричневого цвета. Карапакс самки коричневый, с темно-коричневой маркировкой из парных овальных полос, расположенных медиально; ноги желтовато-коричневые, кроме желтоватых тазиков; опистосома темно-сепиевая; спинной рисунок: передний край с парой крупных бледных пятен, затем несколько мелких бледных пятен и задняя U-образная полоса. Карапакс самца оранжево-коричневый, парные коричневые пятна расположены перед продольной фовеолой, боковой край с неравномерной пигментацией; стернум желтовато-коричневый; ноги желтоватые; бедра дистально с темно-коричневыми аннуляциями; опистосома с парой передних пятен, за которыми следуют неравномерно расположенные бледные пятна. RTA фланцевидный в ретролатеральном виде, широкий в основании, постепенно сужается к резко заостренной вершине. Mallinella redimita имеет общие черты с другими представителями группы redimita: уникальный дорсальный рисунок на опистосоме; слезообразный задний вентральный шип PVS; угол начала эмболуса в 180°; сильно удлиненные семявыносящие протоки.

## Классификация
Вид был впервые описан в 1905 году французским арахнологом Эженом Симоном под названием Storena redimita Simon, 1905. Сходен с видами Mallinella wiputrai Dankittipakul,
Jocqué & Singtripop 2010 и Mallinella milkyway Dayananda & Benjamin, 2025.